# Sky (film)
 For alternative betydninger, se Sky. (Se også artikler, som begynder med Sky)
Sky er en dansk kortfilm fra 2010 instrueret af Mikkel Sørensen og efter manuskript af Mikkel Sørensen og Lars C. Detlefsen.

## Handling
Står minder og mareridt i vejen for fred og forsoning for et menneske, som har mistet alt? Man skal drage dybt ind i mørket, før man finder ud - og op. Den ældre mand, Joakim, vil have fred i sjælen. Han vil slette sin fortid, som rummer et stort tab. Men Joakim bliver ufrivilligt nødt til at konfrontere sin fortid og gennemleve sit livs mareridt én sidste gang.

## Medvirkende
- Peter Haber, Joakim
- Katrin Alfredsdottir, Freja
- Gry Guldager Jensen, Elisabeth
- Erik Johansson, Unge Joakim